# Мещёрская низменность
Мещёрская ни́зменность (Мещера́, Мещёра) — обширная лесистая низменность в центре Восточно-Европейской равнины. Занимает северную часть Рязанской области, южную — Владимирской и восточную — Московской области, в связи с чем различают Подмосковную, Владимирскую и Рязанскую Мещёры. Последнюю также называют Мещёрским краем или Мещёрской стороной. Названа по финно-угорскому племени мещёра, жившему здесь до XVI века.

## Зонирование
Мещёрская низменность занимает юго-западный сектор Владимирской области с отметками поверхности 92—162 метров над уровнем моря. В её составе выделяются Киржачская зандровая равнина, Среднеклязьминская аллювиальная равнина, Озёрно-болотная низина Великих озёр, Бужепольская моренно-водноледниковая равнина и Гусевская моренно-озёрно-водноледниковая равнина.
В Рязанской области Мещерская низменность занимает территорию на севере региона, ограниченную с юга и востока руслом Оки. Административно это целиком Клепиковский, большая часть Касимовского, Рязанского и Спасского районов, а также небольшая (заокская) часть Рыбновского района.
В Подмосковье границами Мещеры являются: на юге — также река Ока, на западе и юго-западе — река Москва, на севере — условная линия Щёлково-Черноголовка-Киржач. Административно подмосковная Мещера расположена в Орехово-Зуевском, Шатурском, Егорьевском, Павлово-Посадском, а также частично в Раменском, Воскресенском, Луховицком, Щелковском, Ногинском и Коломенском районах.

## Физико-географическая характеристика

### Географическое положение
Мещёрская низменность имеет вид треугольника, ограниченного с юга рекой Окой, с севера — рекой Клязьмой (точнее — проходящей севернее Клязьмы условной линией Щёлково-Черноголовка-Киржач), с востока реками Судогдой и Колпью. Западная граница Мещёрской низменности в пределах Московской области доходит до Москвы (остатками лесных массивов Мещёры являются в Москве парк «Сокольники» и массив Лосиного острова), восточная граница упирается в Окско-Цнинский вал в районе городов Касимов Рязанской области и Меленки Владимирской области. В некоторых исторических источниках в качестве восточной границы Мещёры рассматривается река Мокша; в частности, в Царственной книге Ивана IV так говорится об основании города Краснослободска: «…в лето 7044 (1535) ноября 25…. Того же месяца зделан град древян в Мещере на реке на Мокше»; аналогичную информацию можно найти и у Н. М. Карамзина. Равнина понижается с севера на юг, в сторону реки Оки. На севере низменности высота над уровнем моря составляет 120—130 м, понижаясь до 80—100 м в южной части низменности. По центру низменности от города Егорьевска до города Касимова тянется небольшая возвышенность, сложенная четвертичными зандровыми песками и моренными суглинками — Мещёрский хребет — средней высоты около 140 м и максимальной — 214 м (у деревни Михали Егорьевского района). Он служит водоразделом между бассейнами рек Клязьмы и Оки, образует знаменитые Клепиковские озёра на реке Пре, а также всегда является наиболее заселённой среди непроходимых болот территорией.

### Климат
Низменность находится в умеренно континентальном климате с морозной, относительно холодной зимой и тёплым, а иногда и жарким летом. Среднегодовая температура воздуха составляет +4,3 °C с колебаниями по годам от +1,7 °C до +6,5 °C. Самый холодный месяц — февраль. Средняя температура февраля −9…-11 °C. Зима снежная, неровная, с умеренными морозами. В тёплые зимы температура в отдельные дни может подниматься выше +5 °C, в холодные — падать ниже −30 °C; в аномально холодные зимы морозы могут достигать −45 °C, но обычно зимой температура не падает ниже −25…-30 °C. Первый снег выпадает, как правило, в начале—середине октября, а постоянный снежный покров образуется в ноябре (в тёплые годы — в декабре); первые заморозки могут быть уже в сентябре. Сходит снег чаще всего в первой половине апреля (иногда — уже в марте, а иногда и только к концу апреля). Отрицательные среднемесячные температуры держатся пять месяцев в году. Толщина снежного покрова доходит до 80 см. Самый жаркий месяц — июль, когда температура воздуха может подниматься выше +30, раз в 10—15 лет случается сильная жара до +35…+40 °C. Средняя температура июля +18…+20 °C. Лето тёплое с обильными ливнями и грозами.
Количество выпадающих осадков составляет от 550 до 450 мм, убывая с северо-запада на юго-восток равнины. На зимний период приходятся 25—30 % осадков.
Преобладают ветры западных и юго-западных направлений.
Характерной природной особенностью является ежегодное весеннее половодье, которое оказывает большое влияние на сезонные явления в жизни птиц и других животных. Долины рек бывают покрыты 2—3-метровым слоем воды в течение 30—70 дней. Над водой возвышаются лишь отдельные участки суши, верхушки прибрежных деревьев и кустарников. Половодье вызывает местные перемещения наземных животных, вынуждая их собираться на более возвышенных местах. В это время пролетает большинство мигрирующих видов птиц.

### Геология и полезные ископаемые
Образование низменности связано с деятельностью ледников, которые превратили поверхность в гладкую равнину. После таяния ледника смесь из песка, гравия и глины ровным слоем легла на плотные водонепроницаемые глины юрского периода. Талая вода заполнила впадины и углубления, оставленные ледником, образовав тем самым озёра и болота.
Месторождения известняка (наиболее известное — Мячковское, добыча на котором в настоящее время остановлена), фосфоритов (Егорьевское и Северское месторождения, оба не разрабатываются, пгт Фосфоритный (пгт Хорлово)), кварцевого песка (там же), торфа (крупнейшие из действующих месторождений — «Рязановское» и «Радовицкий мох»).

### Почва
Почвы главным образом подзолистые, сложенные с поверхности покровными и лёссовидными суглинками, с плодородными серыми лесными почвами. Имеется залежи торфа, кварцевых песков, глины.

### Гидрология
В пределах низменности рек мало, в основном они расположены по её границе. Все они принадлежат бассейну реки Оки. Наиболее крупные из них — Цна, Пра, Поля, Гусь, Бужа.
Особенностью рек низменности является небольшое количество притоков, медленная скорость течения. Чаще всего реки вытекают из болот и озёр. Источниками питания им служат талые воды и дожди. Отмечается повышение уровня рек весной (до 70 %) и осенью (в меньшей степени), реки мелеют летом. Во время разливов уровень реки Оки повышается до 10—13 м, ширина разлива 4 км и более. В Клязьме подъём воды доходит до 6—8 м, в Поле до 3,5 м, в Пре до 2,5—4,8 м. Половодье начинается 4—15 апреля и заканчивается в период с 28 апреля по 25 мая, продолжаясь от 20 до 45 дней. Реки замерзают в конце ноября, вскрываются в начале апреля. Толщина льда от 30 до 70 см, некоторые реки промерзают до дна.

#### Озёра
Мещёрская низменность считается краем озёр и болот. Озёра низменности располагаются большей частью группами, имеются озёра и в пойме рек. Часто озёра соединяются между собой протоками и в них впадают речки.
На востоке Московской области находятся Шатурские озёра (Свя́тое, Муромское и другие) и Туголесские озёра (Великое, Долгое, Глубокое, Маловское, Карасево, Воймежное, Свиношное и другие). На границе Московской и Рязанской областей находятся Радовицкие озёра (Щучье, Большое, Малое Микино и другие). На стыке всех трёх областей (Московской, Рязанской и Владимирской) в истоках реки Пры почти на 50 км протянулись Клепиковские озёра, образуя Мещёрское озёрное кольцо. Крупнейшие из них — Святое, Дубовое и Великое. Есть также много небольших одиночных озёр.
Берега большинства озёр заросли травой и осокой. Озёра Мещёрской низменности ледникового происхождения. Постепенно зарастая, они превращаются в болота. Имеется на низменности и много пойменных озёр, которые являются остатками старых русел рек. Они также заболачиваются. Мещёрские озёра очень мелки, средняя глубина озёр этой группы около 2 метров. Многие озёра связаны с окружающими болотами, от которых и получают питание.
Имеются на Мещёрской низменности и глубокие озёра глубиной до 50 и более метров. Учёные считают, что они термокарстового происхождения. Дно у этих озёр песчаное, вода прозрачная. Одним из таких озёр считается озеро Белое в районе города Спас-Клепики Рязанской области.

#### Болота
Мещёра известна своими болотами, которые тянутся здесь почти непрерывной широкой полосой. В Подмосковной Мещёре это Шатурские и Радовицкие болота, Туголесский Бор. Во Владимирской — Гусевские, в Рязанской — Клепиковские и Солотчинские. Их местное название — «мшары» или «омшары».
Огромные мшары расположены возле Клепиковских озёр, в районе посёлков Криуша, Голованово, вдоль реки Пры и в границах Окского заповедника. Болота уже поглотили в Мещёрской низменности и пойме реки Оки около 600 тысяч гектаров земли и продолжают это делать в настоящее время.
В конце XIX века мелиоративная экспедиция под руководством генерала Жилинского предприняла попытку провести осушение болот. Экспедиция работала в течение 20 лет, мелиорация проводилась на 16 тысяч десятин земли, было прорыто более 60 вёрст основных каналов. В конце концов работы сами по себе прекратились.
Большая часть болот представляет собою топи, покрытые моховыми кочками и лесной порослью. Местами по ним раскинуты озёра, которые имеют песчаный или торфяной грунт. У таких озёр нет четко обозначенных границ. Весной, во время вскрытия рек болота заливаются водой и становятся совершенно непроходимыми. Болотные испарения, обилие мошек, комаров и слепней — характерны для Мещёры.

### Животный и растительный мир
Мещёра была некогда частью единого лесного массива, который протягивался от лесов Нижегородского Заволжья (т. н. Керженских лесов) до Польши (Беловежская пуща). В дальнейшем в результате уничтожения леса, расширения пахотных земель и пожаров площадь лесных массивов значительно сократились.
Смешанными лесами покрыто более 50 % площади низменности, по долинам крупных рек — луга. На песках расположены боры, по низменным местам — дубовые леса, на вырубках и гарях растут берёза и осина, на водоразделах — ель. Встречаются ольха, рябина. Боры в Мещёре бывают двух типов: с подстилкой из лишайника и с подстилкой из брусники и черники. В лесах и лугах много земляники, голубики, малины, клюквы, калины, крушины, шиповника, облепихи, чёрной смородины, грибов (дубовики, рыжики, подосиновики, подберёзовики, лисички, сыроежки, маслята, моховики, луговые шампиньоны и др.), много орешника.
По долинам крупных рек — луга, которые славятся своим разнотравьем.
В лесах низменности водится много зверей. В лесу можно встретить пятнистых оленей, лосей, кабанов, в последние годы изредка встречается медведь (в основном на охраняемых территориях). Водятся волки, рыси, горностаи. По пойменным Мещёрским озёрам и старицам обитают выхухоли, бобры. В лесу и пойме встречаются ужи, ящерицы, веретеницы, медянки, гадюки. Много дичи: глухарей, уток (в том числе чирков), бекасов, дупелей.
Реки и озёра богаты рыбой. В этом озёрном и речном крае насчитывается около 30 видов рыб, таких как язь, лещ, плотва, карась, окунь, судак, стерлядь, сом, щука, ёрш.
В Мещёрской низменности в Рязанской области расположен знаменитый Окский заповедник, в котором обитает 225 видов птиц, 6 видов пресмыкающихся, 10 видов земноводных, около 39 видов рыб, 49 видов млекопитающих. В заповеднике занимаются разведением зубров и журавлей. В 1992 году в северной части Рязанской области создан Национальный парк «Мещёрский» площадью около 100 тыс. гектаров, в 2015 году он был объединён с Национальным парком «Мещёра» (Владимирская обл.), что позволит улучшить охрану экосистем Мещёрской низменности.

## Хозяйственное освоение
В настоящее время основным занятием населения является сельское хозяйство: мясо-молочное животноводство и птицеводство. Развиты торфоразработка, лесозаготовка и переработка. Работают строительные карьеры, добывают песок, глину, камень. Имеются предприятия стекольной промышленности. С конца XIX по конец XX века в районе функционировала Рязанско-Владимирская узкоколейная железная дорога (была закрыта из-за нерентабельности, последний действовавший участок Тума-Голованова Дача разобран в 2011 году).
Здесь также проводятся работы по осушению и сельскохозяйственному освоению заболоченных земель.

### Народные промыслы
Исстари в Мещёре существовала добыча смолы и были развиты кустарные промыслы. Известны промыслы: красильный (скатерть, узоры), плотницкий, иконописный (солотчинские богомазы), сетевязальный, смолокуренные, стекольные, рыбные, гончарные, печные, ватные, корзиночные, сургучные, тележные.
Население также занималось плетением лаптей, добычей смолы, делали деревянные игрушки, лодки-долблёнки. Многие промыслы сегодня забыты.

#### Московская область
- Текстильное производство: Балашиха, Старая Купавна, Ногинск, Павловский Посад, Дрезна, Ликино-Дулёво, Орехово-Зуево, Егорьевск, Раменское.
- Кирпичное, керамическое производство: Гжель, Электроугли, Железнодорожный (крупное месторождение глин).
- Стекольное производство: Мишеронский.
- Фарфоровое производство: Гжель с окружающими населёнными пунктами (Минино, Фенино, Речицы, Турыгино, известными с XVI века), Ликино-Дулёво — Дулёвский фарфоровый завод и другие фарфоровые заводы М. С. Кузнецова, известные с 1836 года.
- Торфоперерабатывающая промышленность: Рязановский, Радовицкий.

#### Владимирская область
- Производство хрусталя: Гусь-Хрустальный.
- Стекольные производства: Великодворский, Уршельский (стеклотара), Курлово, Анопино (стеклобутылки), Золотково (сортовая стеклопосуда) и Иванищи стеклозаводы.
- Добыча торфа: Мезиновский.

#### Рязанская область
- Лесная промышленность: Спас-Клепики, Тума, Касимов.
- Производство медицинской ваты: Спас-Клепики.
- Переработка драгоценных металлов: Касимов.
- Чугунолитейное производство: Гусь-Железный, Лашма.
- Торфоперерабатывающая промышленность: Болонь, Приозёрный.

## Города Мещёрской низменности
Центры субъектов федерации: Владимир, Рязань, Москва.
Крупнейшие города и посёлки:
- Балашиха,
- Белоозёрский,
- Воскресенск,
- Гжель,
- Гусь-Железный,
- Гусь-Хрустальный,
- Егорьевск,
- Елатьма,
- Железнодорожный,
- Жуковский,
- Касимов,
- Курлово,
- Куровское,
- Лашма,
- Ликино-Дулево,
- Ногинск,
- Орехово-Зуево,
- Павловский Посад,
- Раменское,
- Реутов,
- Рошаль,
- Спас-Клепики,
- Спасск-Рязанский,
- Старая Купавна
- Судогда,
- Тума,
- Шатура,
- Электрогорск
- Электросталь
- Электроугли.

## Достопримечательности

### Московская область
- Владимирский тракт
- Усадьба Горенки
- Бисеровские озера, между районами Балашихи (мкрн Купавна) и Старой Купавны
- Усадьба Глинки
- Дулёвский фарфоровый завод
- Гжель
- Село Андреевское — архитектурный ансамбль XVIII века
- Кусково — архитектурный памятник
- Боровский курган и древнее городище
- Усадьба в селе Никитском
- Часовня в селе Шатур
- Николо-Радовицкий монастырь
- Озёра Белые в Шатурском районе
- Храм Святой Параскевы в селе Лузгарине.

### Владимирская область
- Монастыри: Богородице-Рождественский, Княгинин во Владимире.
- Боголюбово: архитектурный ансамбль, бывшая резиденция князя Андрея Боголюбского.
- Церковь Покрова на Нерли XII века.
- Клязьминский Городок, историко-архитектурный памятник XI—XIII веков, здесь находился удельный город Стародуб.
- Село Спас-Купалище, место отдыха Андрея Боголюбского.
- Овраг Сунгирь: стоянка первобытного человека времени неолита, одна из самых северных в Европе.

### Рязанская область
- Старая Рязань — руины одного из крупнейших древнерусских городов XII—XIII веков, уничтоженного во время монгольского нашествия, бывшая столица Великого Рязанского княжества.
- Касимов — древний русский, а затем и татарский город, существующий на стыке христианской и мусульманской культуры, бывшая столица Касимовского царства.
- Окский заповедник.
- Узкоколейная железная дорога, построенная в XIX веке.
- Село Шумашь, в районе которого в 1888—1889 годах археологом В. А. Городцовым обнаружена стоянка людей каменного века, 12—15 тысяч лет до н. э.
- Село Агро-Пустынь: здесь рязанская княгиня Аграфена основала в 1507 году, на берегу реки Старицы, Покровскую женскую пустынь.
- Солотчинский монастырь: древний военный замок, загородная резиденция князя Олега Рязанского.
- Ласково — родина "святой" Февронии.
- На левом берегу Пры, в районе Мещёрских озёр О. Н. Бадлером было в 1928 году открыто поселение эпохи бронзы (2-е тыс. до н. э.); на песчаных дюнах Чёрной Горы археолог И. К. Цветков в начале 1950-х годов открыл неолитическую стоянку. Здесь были найдены уникальные флейты из трубчатых костей животных, самые древние музыкальные инструменты европейской части СССР.